# برالونجو
برالونجو؛ هي بلدة في مقاطعة بييلا في منطقة بيدمونت الإيطالية، وتقع على بعد حوالي 70 كيلومتر (43 ميل) شمال شرق تورينو وشمال بييلا.
بلدية برالونجو تحتوي على فرازيوني(التقسيمات الفرعية ،القرى والنجوع بشكل رئيسي) فالي وسانت يوروسيا.
تقع بلدة برالونجو على حدود البلديات التالية: Biella Sagliano Micca، Tollegno.